# Nawi
Nawi é um filme de drama queniano de 2024 sobre amadurecimento, dirigido pelos irmãos Toby e Kevin Schmutzler, Apuu Mourine e Vallentine Chelluget e escrito por Milcah Cherotich. Situado na remotade Turkana, no Quênia, o filme acompanha a luta de uma jovem contra um casamento forçado e sua busca por educação e autodeterminação.
Nawi foi selecionado como a entrada do Quênia para Melhor Longa-Metragem Internacional no 97º Oscar. A atriz principal do filme, Michelle Lemuya Ikeny, ganhou o Prêmio da Academia de Cinema Africano de Melhor Ator Promissor por sua atuação no filme. A estreia do filme no festival foi celebrada em 25 de outubro de 2024 no Festival Internacional de Cinema de Hof.

## Enredo
Nawi se passa nas paisagens áridas e isoladas de Turkana, Quênia, com foco na vida de uma jovem garota chamada Nawi. O filme, baseado em fatos reais, acompanha Nawi, uma garota de 13 anos que é vendida em casamento por gado. Desesperada para escapar de seu destino, Nawi foge na noite de núpcias para perseguir seu sonho de cursar o ensino médio. Ao longo de sua jornada, ela enfrenta desafios de sua família e comunidade presas por costumes tradicionais. Nawi assume uma posição ousada por sua própria vida e pela de outras jovens garotas em risco, incorporando temas de resistência, esperança e transformação. O filme enfatiza a necessidade de acesso à educação, especialmente para meninas em regiões remotas da África, a fim de combater a prática de casamentos infantis forçados.

## Elenco
- Michelle Lemuya Ikeny como Nawi
- Joel Liwan como Joel
- Ochungo Benson como Eree
- Ben Tekee como Shadrack
- Michelle Chebet Tiren como Rosemary
- Patrick Oketch como Emanikor
- Nungo Marrianne Akinyi como Mama Ekai
- Nyokabi Macharia como Madame Christine
- Sienna Tanayian como Hope

## Produção
A realização de Nawi foi uma colaboração entre as produtoras FilmCrew Media GmbH e Baobab Pictures e a ONG Learning Lions, sediada em Turkana, que se concentra em oportunidades educacionais e empoderamento social para jovens em Turkana, Quênia. A história para o roteiro foi encontrada por meio de um concurso nacional de redação no Quênia, onde Milcah Cherotich, uma escritora estreante, compartilhou uma história convincente sobre uma jovem que enfrentava o casamento forçado. Esta história se tornou a base do filme, ressoando com as preocupações locais e internacionais em relação ao casamento infantil e à igualdade de gênero.
Nawi foi filmado nas paisagens remotas de Turkana, com uma equipe que incluía membros internacionais e quenianos. Foi dirigido por quatro diretores — Toby e Kevin Schmutzler, Apuu Mourine e Vallentine Chelluget. A produção em si se tornou uma experiência de aprendizado para muitos na região, refletindo a missão do filme de empoderamento por meio da educação e colaboração intercultural. Para apoiar a causa além do filme, a Iniciativa NAWI foi criada, com uma parte dos lucros do filme dedicada a iniciativas que ajudam meninas a escapar do casamento forçado por meio de programas de educação e apoio.

## Recepção
Michelle Lemuya ganhou o African Movie Academy Award (AMAA) de 2024 de Melhor Ator Promissor por seu papel como Nawi. O filme também foi indicado em quatro outras categorias, incluindo Melhor Ator Coadjuvante, Melhor Cinematografia, Melhor Edição e Melhor Maquiagem. O filme teve sua estreia no festival alemão no Hof International Film Festival e sua estreia no festival queniano no Nairobi Film Fest.
Garantindo uma exibição cinematográfica excepcionalmente longa de sete semanas no Quênia, Nawi foi aclamado por sua bela narrativa, atuação poderosa e cinematografia.